# Fontana (Sasso Marconi)
Fontana is een plaats (frazione) in de Italiaanse gemeente Sasso Marconi.